# Peña Bolística Camargo
La Peña Bolística Camargo (conocida como Peña Bolística Puertas Roper entre 1981 y 2019) fue fundada en 1973. La peña nació en Arce en 1973 con el nombre de MPI (compañía de inversiones); en 1976 se trasladó a Muriedas y en 1978 se llamó Muriedas Muebles Solares. Desde su fundación ha sido una de las peñas más laureadas de la historia del bolo palma en Cantabria con diecisiete ligas (dos Torneos Diputación, doce campeonatos de la Liga Nacional de Bolos y tres más de División de Honor).[actualizar]

## Historia
A principios de siglo fue un gran momento para la peña, obteniendo cinco campeonatos de liga, desde el 1999 hasta el 2003. Esos 5 títulos convierten a Tete Rodríguez y Rubén Haya junto a la ¨partidona¨ de las Higueras y junto a, en categorías menores, Mario Borbolla y Javier del Rivero, en los únicos jugadores en ganar 5 ligas consecutivas.  En las copas disputadas entre los 7 primeros equipos de la liga y algún equipo de fuera de Cantabria consiguen  además algún título como la Copa Federación Española de Bolos, 2001 y 2002 y posteriormente su equivalente: la copa Cantabria Infinita o Cantabria Deporte en 2009, 2012 y 2013.
En el año 2008 ganaron la Copa Federación Española de Bolos nuevamente, pero perdieron por tan sólo un punto el campeonato de liga a favor de la peña Hermanos Borbolla Villa de Noja.
En las temporadas 2009, 2010 y 2011 triunfaron y se llevaron tres ligas APEBOL.

## Palmarés
- Campeón de liga Torneo Diputación (2): 1984 y 1986.
- Campeón de Liga Nacional de Bolos (12): 1987, 1993, 1994, 1997, 1999, 2000, 2001, 2002, 2003, 2005, 2006 y 2007.
- Campeón de Liga APEBOL (3): 2009, 2010 y 2011.
- Campeón de Copa Presidente de Cantabria (17): 1986, 1987, 1988, 1990, 1991, 1995, 1997, 1999, 2000, 2002, 2003, 2006, 2007, 2008, 2009, 2011 y 2016.
- Campeón de Copa Federación Española de Bolos (13): 1989, 1994, 1995, 2001, 2002, 2005, 2007, 2008, 2009 (Cantabria Infinita), 2012 (Cantabria Deporte), 2013 (Cantabria deporte). 2016 y 2018.
- Campeón del Campeonato de España de Bolo Palma de Clubs (1): 1983.
- Subcampeón de Liga Nacional (5): 1990, 1991, 1998, 2004 y 2008.
- Subcampeón de División de Honor (2): 2012 y 2013.
- Subcampeón de Copa Presidente de Cantabria (6): 1989, 1994, 1996, 2001, 2005 y 2014.
- Subcampeón de Copa Federación Española de Bolos (5): 1998, 1999, 2003, 2004 y 2011 (Copa Cantabria Infinita).
- Subcampeón del Campeonato de España de Bolo Palma de Clubs (1): 1986.
- Subcampeón de Segunda Especial (1): 1974

- Datos: Q6073832